# 1440 в Україні

## Події
- Відновилося Київське князівство як складова Великого князівства Литовського.
- князь Чорторийський Михайло Васильович

## Засновані, зведені
- Аккерманська фортеця
- Браїлів (смт)
- Великі Грибовичі
- Козова
- Лагодів (Перемишлянський район)
- Литвинів
- Раковець (Городенківський район)
- Стебник
- Суходіл (Перемишлянський район)
- Тадані